# Centre d'art britannique de Yale
Le Centre d'art britannique de Yale (en anglais le Yale Center for British Art) est un
musée de l'université Yale à New Haven, Connecticut. Il abrite la collection la plus complète d’art britannique en dehors du Royaume-Uni. Ses collections sont concentrés sur les œuvres datées à partir de l'ère élisabéthaine.

## Constitution
Le centre a été créé à partir de la collection d'art britannique, don de Paul Mellon, assortie d'une dotation pour la gestion du centre, et de fonds pour la construction d'un bâtiment abritant les œuvres.

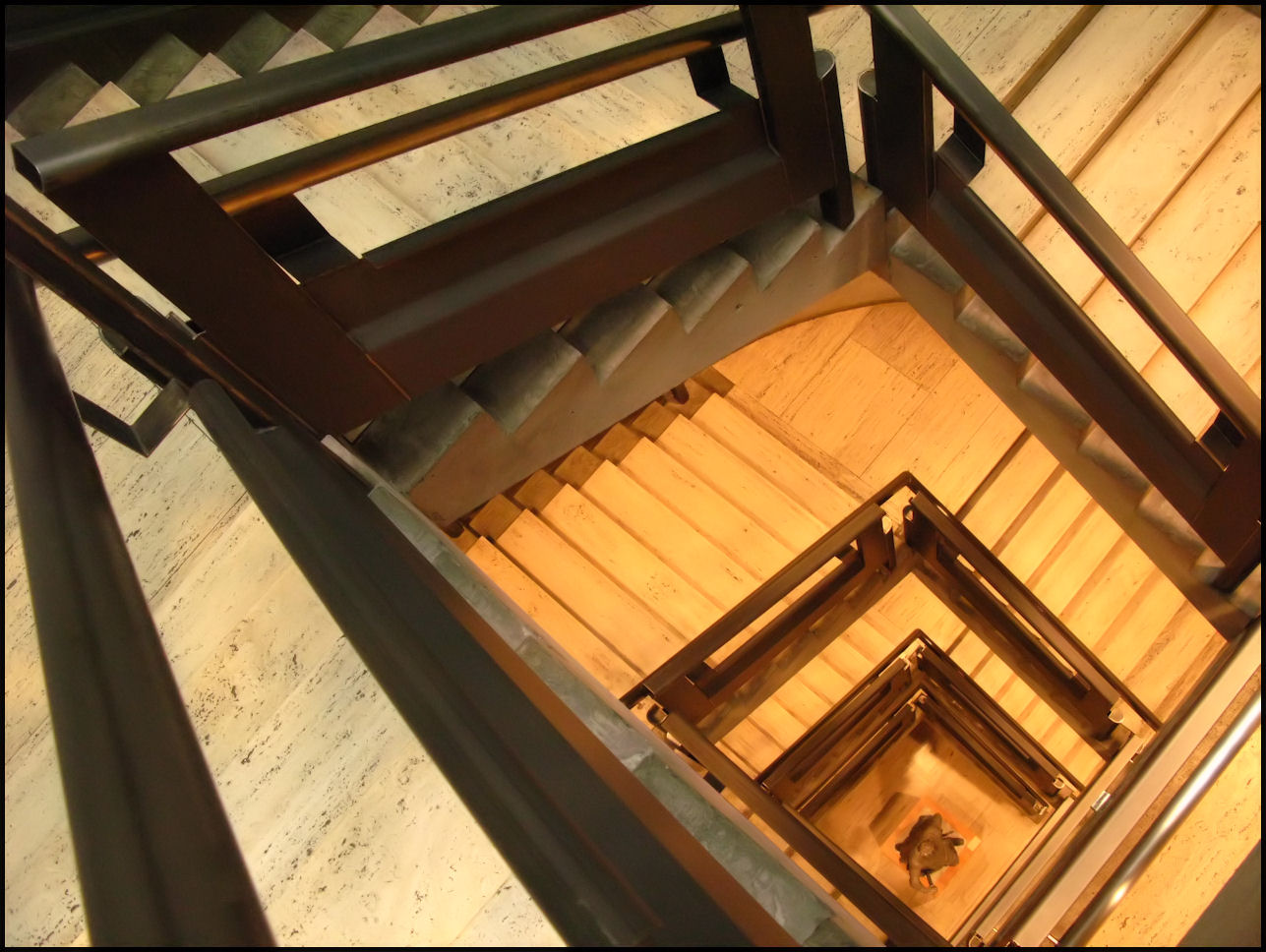
Vue de l'escalier.

Le bâtiment a été conçu par l'architecte Louis I. Kahn et construit à l'angle de York Street et de Chapel Streets à, New Haven, en face d'un des premiers bâtiments construits par Kahn, à savoir la Yale University Art Gallery, qui date de 1953.
La construction du Yale Center for British Art a été achevée après la mort de Kahn en 1974, et le musée a ouvert au public le 19 avril 1974. L’extérieur est fait d'acier mat et de verre réfléchissant, l'intérieur est en marbre de travertin, bois de chêne blanc et tissus de lin belge.
Le centre est associé au Paul Mellon Centre for Studies in British Art (en) à Londres, qui sponsorise le programme d'études undergraduate à distance intitulé « Yale-in-London », publie des travaux académiques, alloue des bourses et des financements.

## Collection
La collection consiste en près de 2 000 tableaux et 100 sculptures. Une importance particulière est accordée à la période qui intéressait le plus Mellon, et qui va allant de la naissance de William Hogarth en 1697 à la mort de Joseph Mallord William Turner en 1851. D'autres artistes représentés comprennent Thomas Gainsborough, George Stubbs, Joseph Wright, John Constable, Joshua Reynolds, Thomas Lawrence, Robert Polhill Bevan (en), Stanley Spencer, Barbara Hepworth, et Ben Nicholson.
La collection possède aussi des œuvres d'artistes de l'Europe continentale ou d'Amérique qui ont peint pour des clients britanniques ou qui ont poursuivi leur carrière au Royaume-Uni. Ceux-ci comprennent Hans Holbein le Jeune, Pierre Paul Rubens, Antoine van Dyck, Canaletto, Johan Joseph Zoffany, John Singleton Copley, Benjamin West, et James Abbott McNeill Whistler.

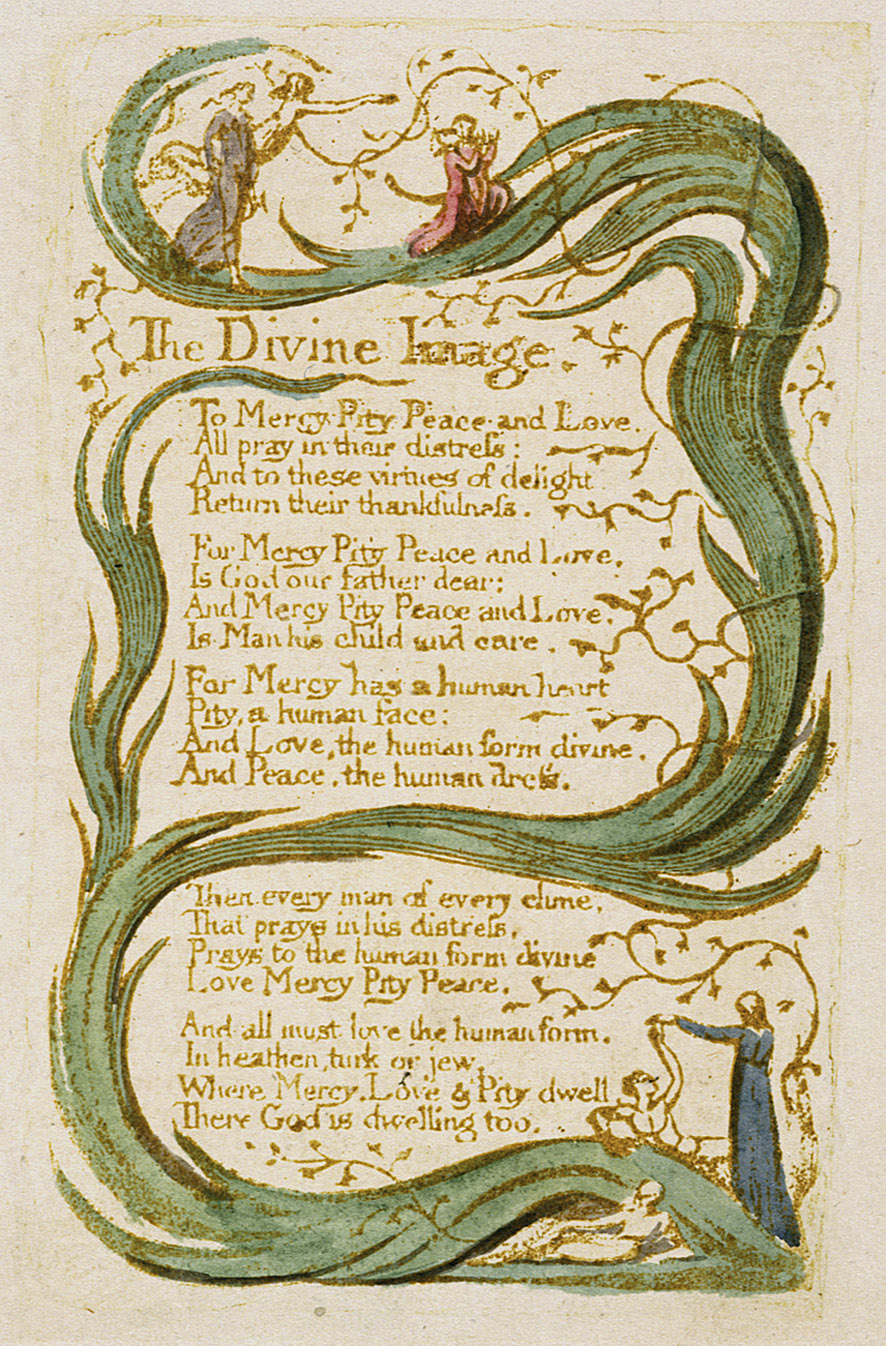
Songs of Innocence. The Divine Image.

Une partie remarquable de la collection est composée de petits portraits, un genre connu sous le nom de conversation piece, tableaux intimistes de groupes en intérieur. Cette série comporte des œuvres de Hogarth, Gainsborough, Zoffany et Arthur Devis; une autre des peintures de paysages par Gainsborough, Richard Wilson, Constable, Richard Parkes Bonington et Turner (Port Ruysdael); enfin des peintures britanniques de sport et d'animaux, réalisés par George Stubbs, John Wootton, Benjamin Marshall, et Alfred Munnings. D'autres genres incluent des peintures marines, représentées par Samuel Scott et Charles Brooking, des vues de la ville de Londres, arts de voyage d'Inde, scènes de pièces de théâtre de Shakespeare et des portraits d'acteurs.
Les sculpteurs figurant dans la collection comprennent Louis François Roubillac, Joseph Nollekens, Francis Leggatt Chantrey, Jacob Epstein, et Henry Moore.
Plus récemment, l'accent a été mis, dans les acquisitions, aux œuvres du groupe appelé Young British Artists, comprenant « In and Out of Love », et une œuvre importante des débuts de Damien Hirst.
La collection de 20 000 dessins et aquarelles et de 30 000 imprimés représente l'art sportif et le dessin de sujets britannique. Il comprend des œuvres de Hogarth, Paul Sandby, Sir Joshua Reynolds, Thomas Rowlandson, William Blake, John Constable, Samuel Palmer, Richard Parkes Bonington, John Ruskin, J. M. W. Turner, Walter Sickert, Duncan Grant, Paul Nash, Edward Burra, Stanley Spencer, Augustus John, Gwen John, et des préraphaélites.
La collection de livres rares et de manuscrits comporte environ 30 000 volumes, comprenant des cartes géographiques, atlas, livres sur le sport, et matériel d'archive d'artistes britanniques. Il contient également quelque 1 300 feuilles provenant d'incunables illustrés.
Le quatrième étage du centre héberge une bibliothèque de référence, une archive de photos, un laboratoire de conservation du papier, et des salles d'études. Il sponsorise des activités comme la projection de films, des lectures publiques, des concerts, des visites, et d'autres événements particuliers.
Le centre est ouvert au public six jours par semaine, l'entrée est gratuite, et le musée est membre de l'association North American Reciprocal Museums (en).

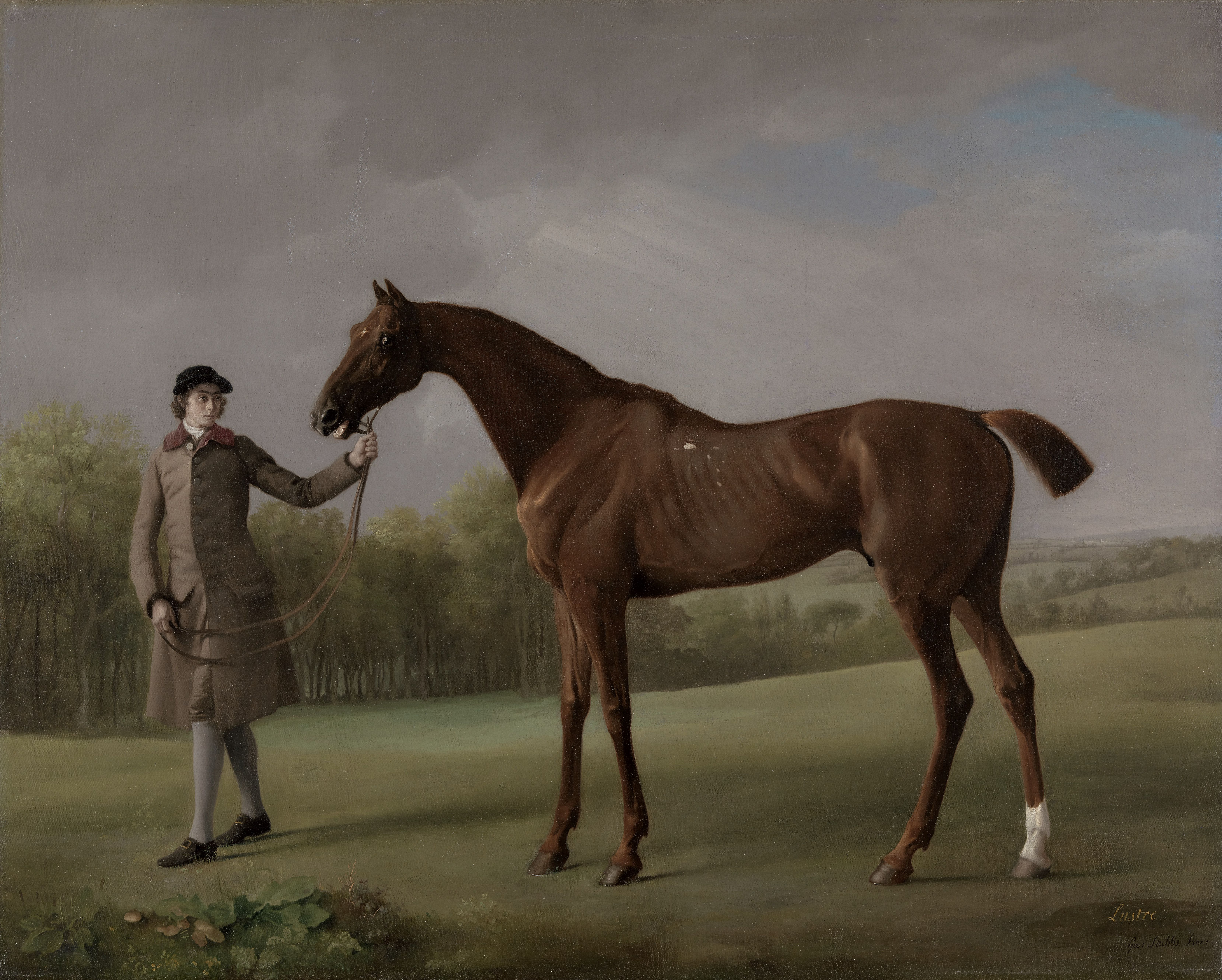
Lustre, tenu par un palefrenier, George Stubbs, vers 1762.
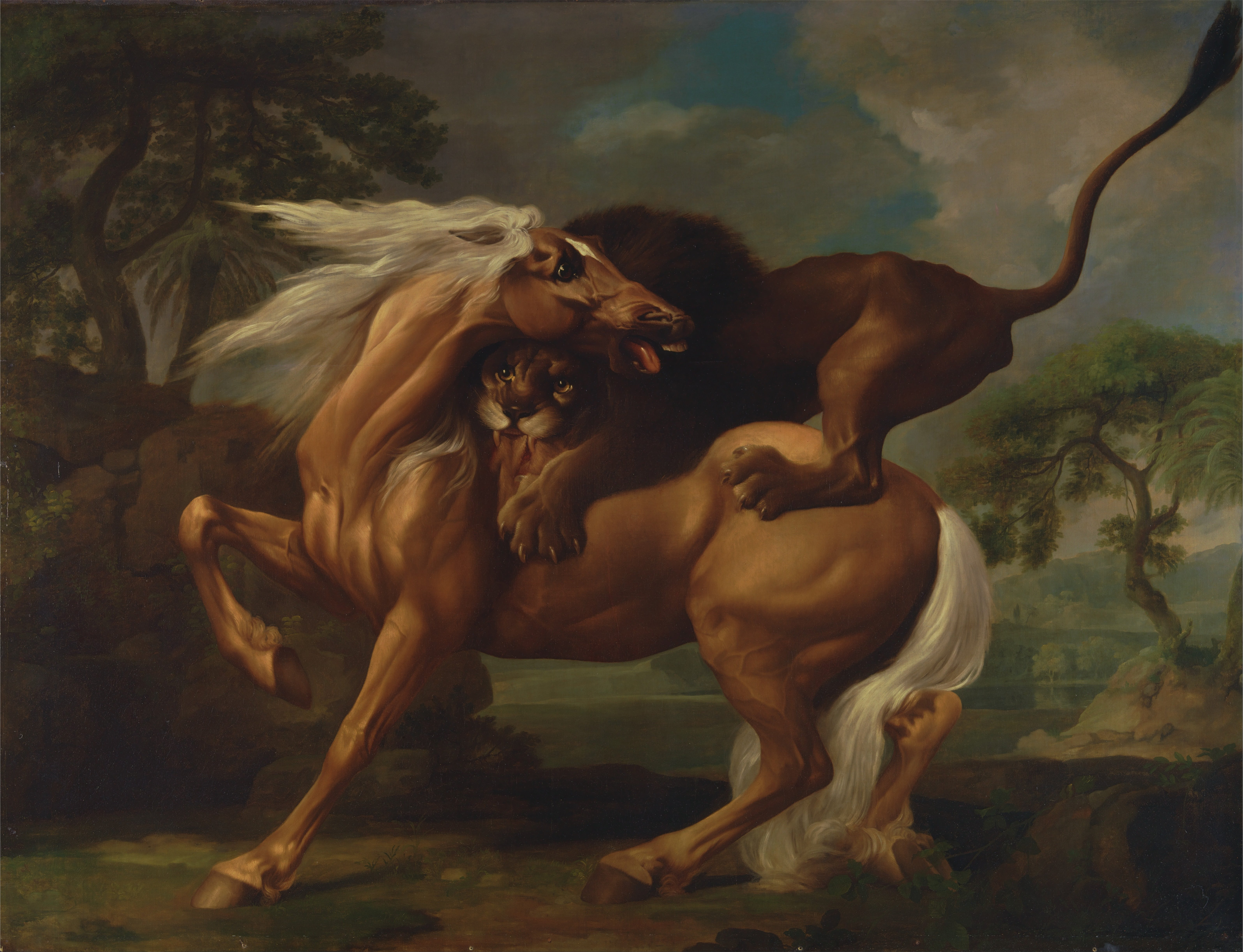
Cheval attaqué par un lion, George Stubbs, 1762.
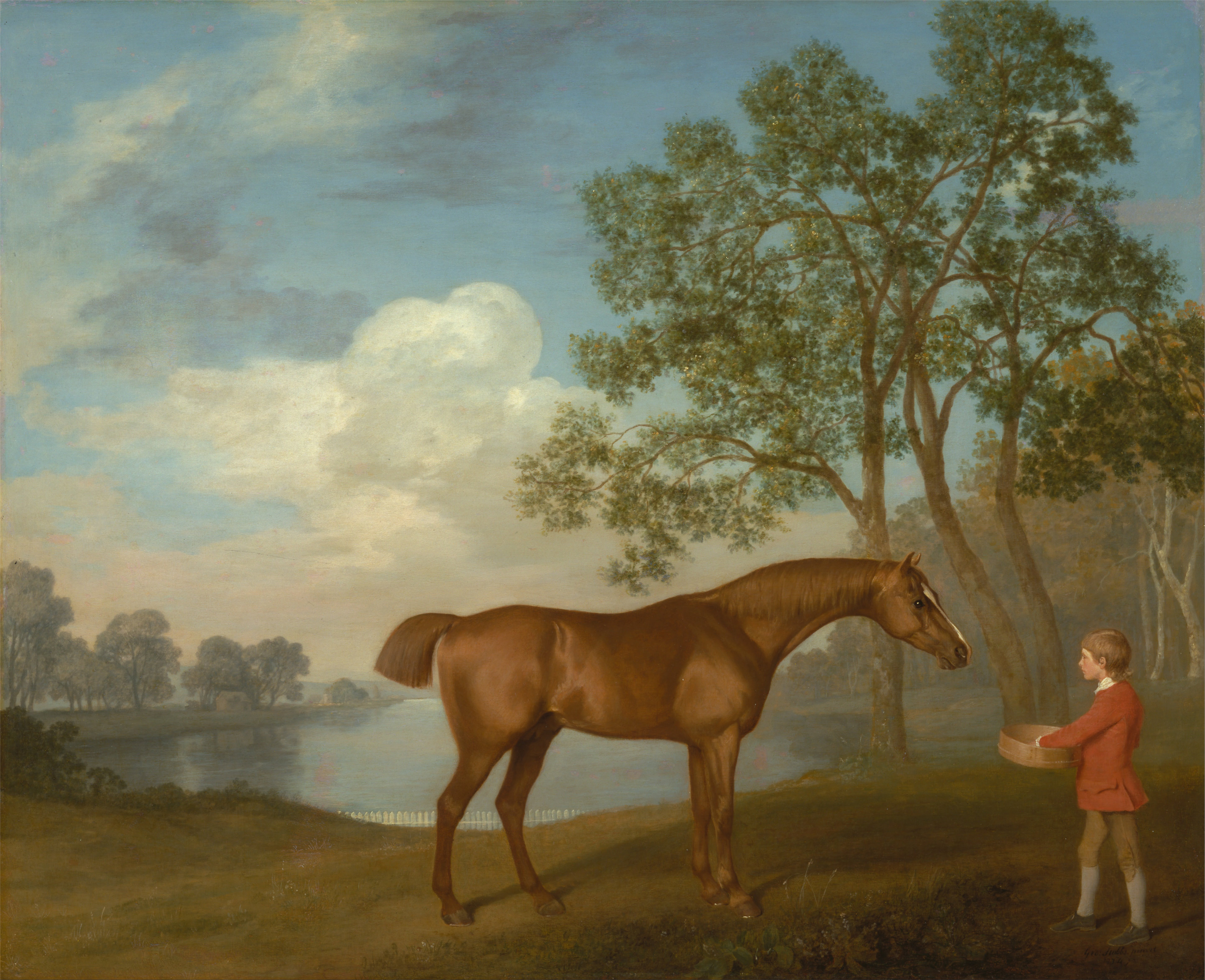
Pumpkin avec un garçon d'écurie, George Stubbs, 1774.
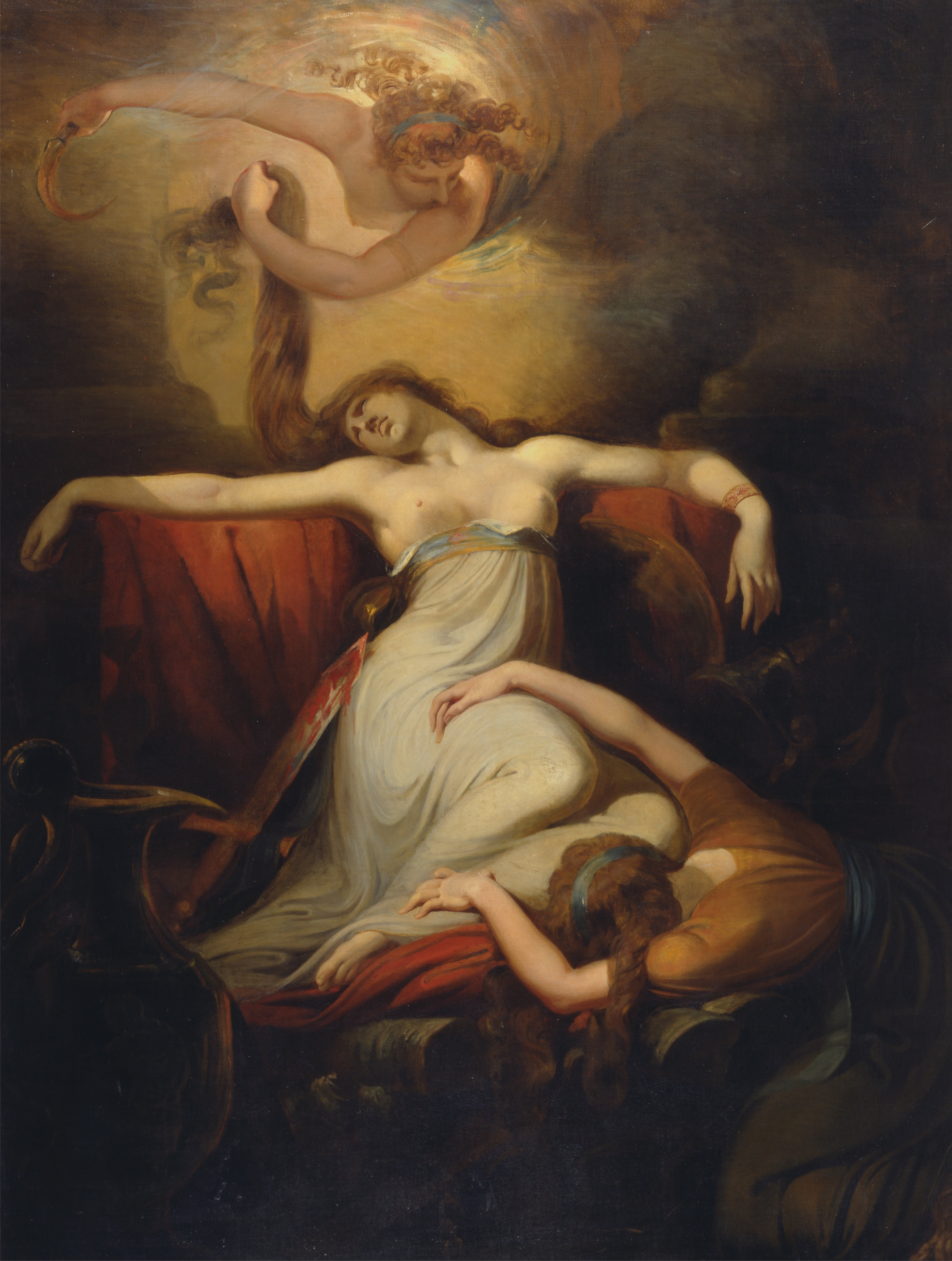
La Mort de Didon, Johann Heinrich Füssli, 1781.
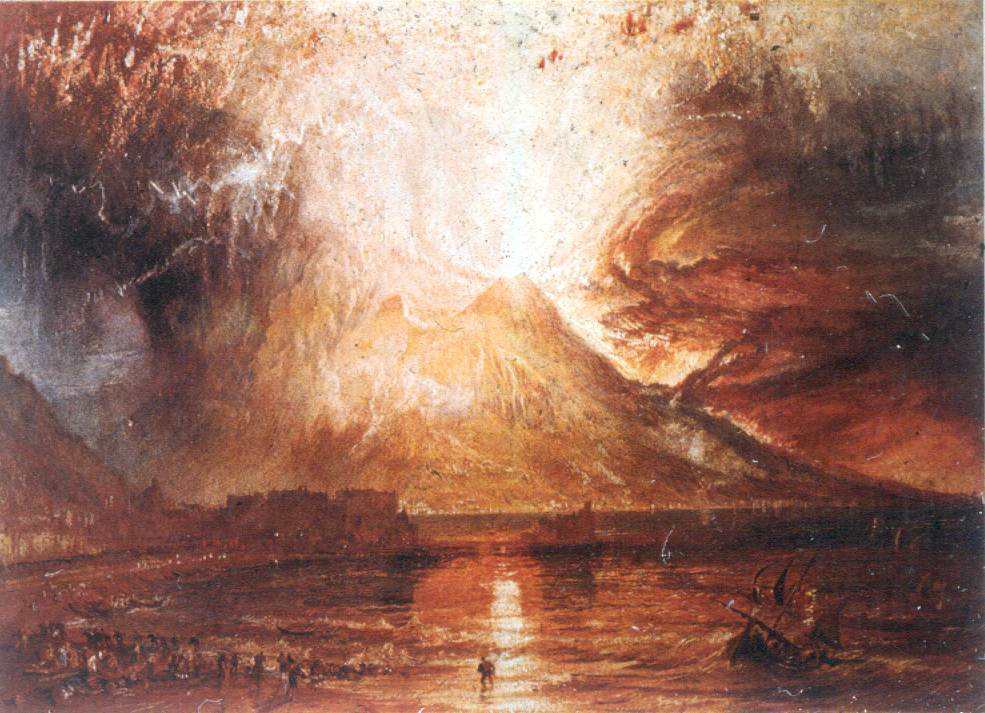
L'Éruption du Vésuve, Joseph Mallord William Turner, 1817-1820.
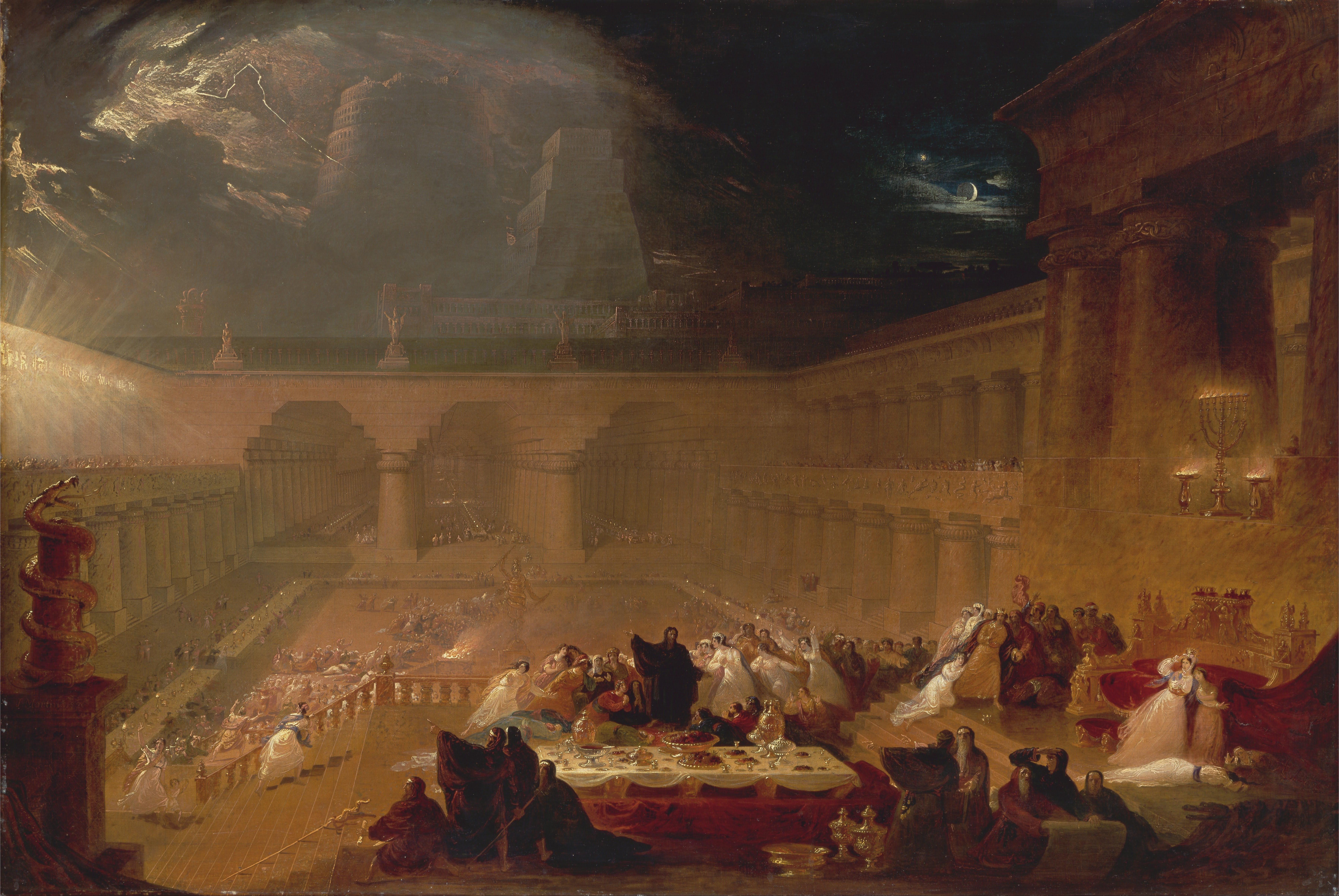
Le Festin de Balthazar, John Martin, 1820.
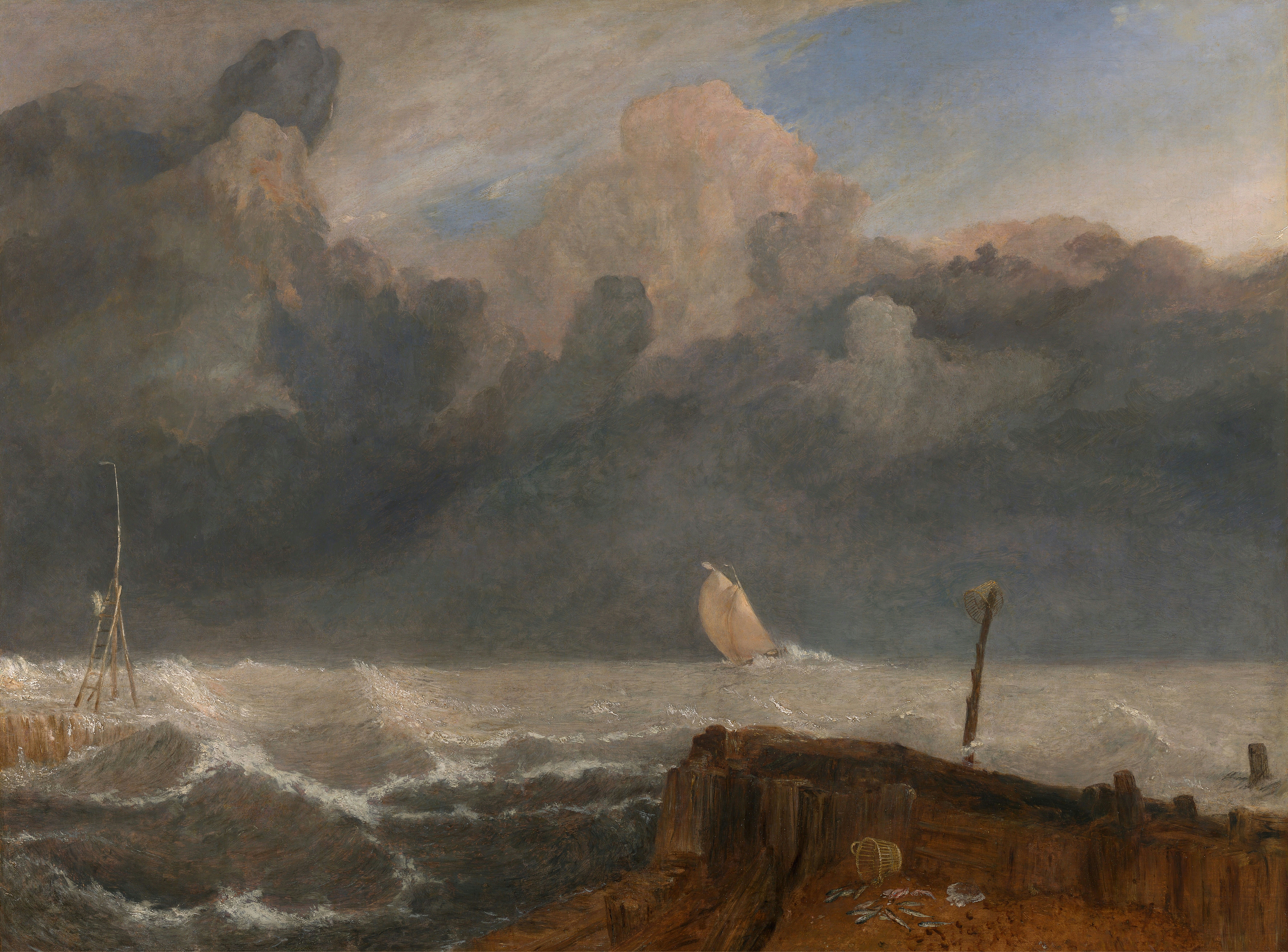
Port Ruysdael, Joseph Mallord William Turner, 1826-1827.
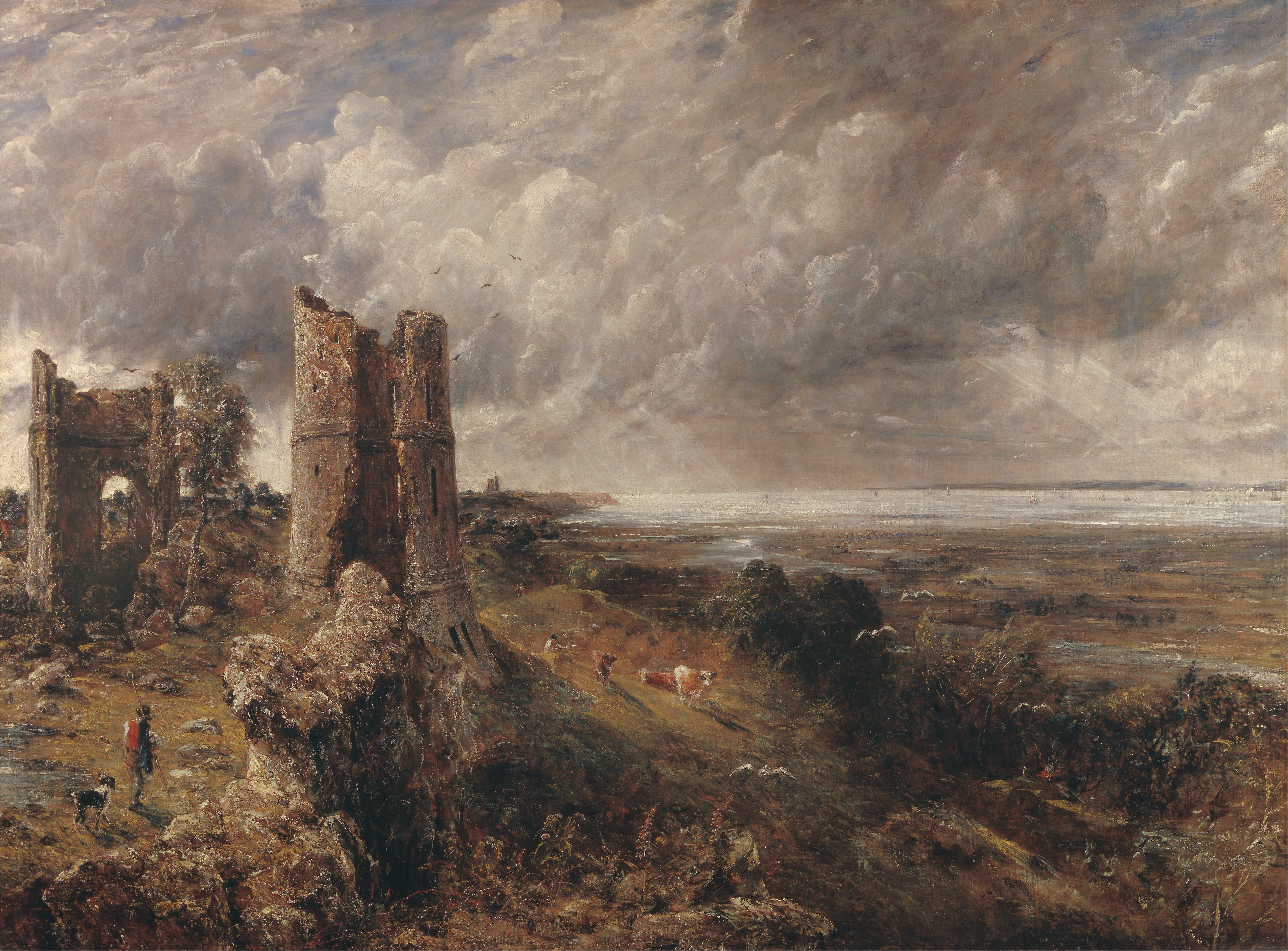
Le Château d'Hadleigh, John Constable, 1829.
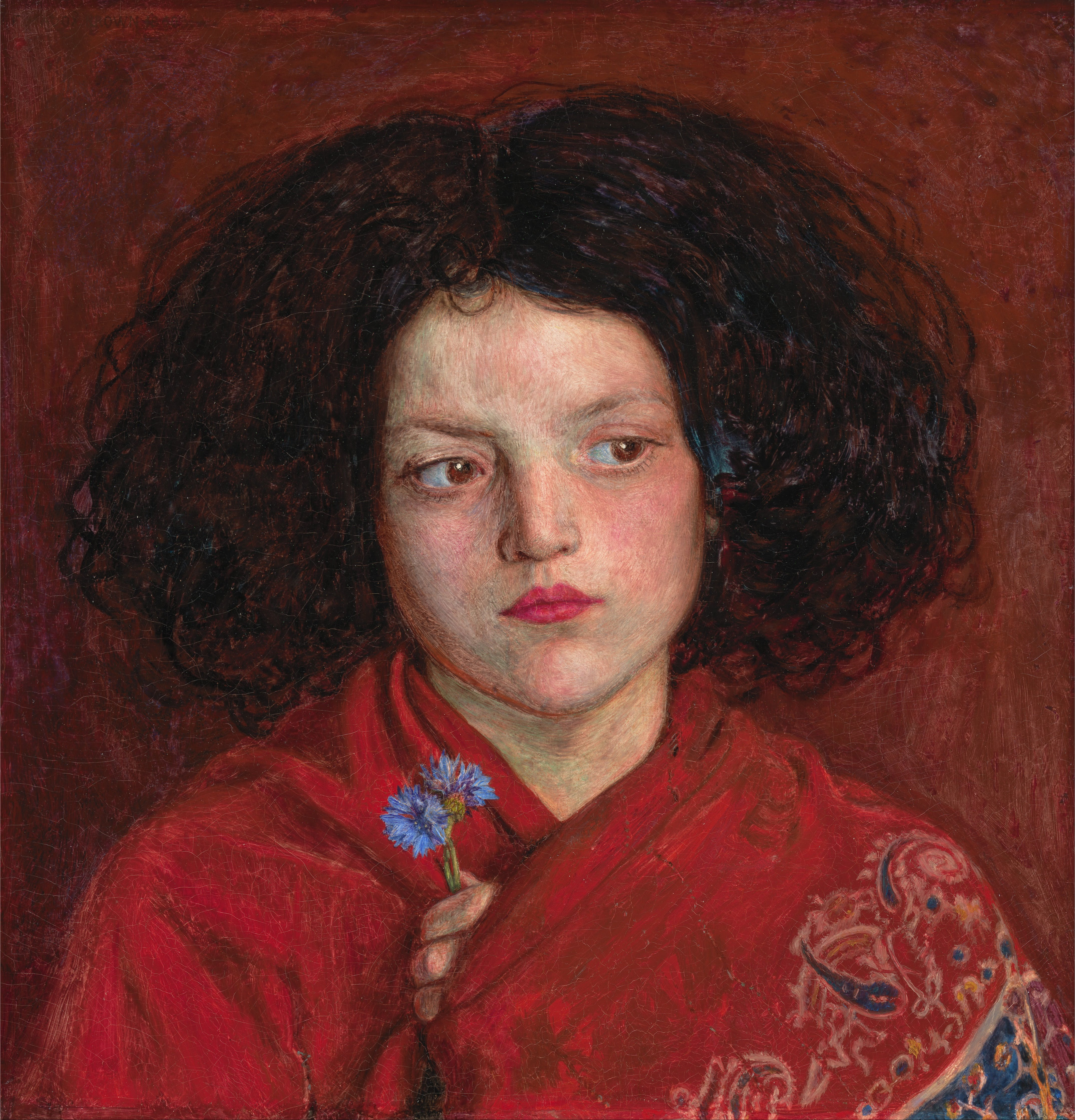
The Irish Girl, Ford Madox Brown, 1860.